# Tom Ardavany
Tom Ardavany (...) è un attore statunitense.

## Filmografia
- Encounters (1996)
- 20 Dates - L'amore in 20 incontri (1998)
- Velocity Trap (1999)
- Savaged (2013)